# Partia Murba
Partia Murba (indonez. Musjawarah Ra'jat Banjak/Partai Murba) – funkcjonująca w latach 1948–1973 indonezyjska partia polityczna o profilu narodowo-komunistycznym.

## Początki
Partia została założona 7 listopada 1948 przez grupę lewicowych działaczy niepodległościowych (Tan Malaka, Chairul Saleh, Sukarni oraz Adam Malik) reprezentujących ruchy socjalistyczne i komunistyczne. Data powołania ugrupowania miała znaczenie symboliczne i odwoływała się do wybuchu rewolucji październikowej w carskiej Rosji. W dniu powstania partia liczyła około 80 000 członków.
W trakcie swojej początkowej działalności, Murba wydawała dwa tytuły prasowe skierowane do indonezyjskiej klasy pracującej (Murba oraz Massa). Partia posiadała również bojówki biorące aktywny udział w walkach z Holendrami w zachodniej i centralnej Jawie podczas toczącej się w latach 1945-1949 wojny o niepodległość Indonezji.
W wyborach parlamentarnych w 1955 roku partia uzyskała 199 588 głosów, zdobywając w ten sposób dwa miejsca w Ludowej Izbie Reprezentantów. W wyborach do konstytuanty, które odbyły się w tym samym roku Murba zdobyła 248 633 głosów, co przełożyło się na cztery miejsca w indonezyjskiej konstytuancie.

## Okres demokracji sterowanej
Ugrupowanie od początku swojej działalności wspierało politycznie prezydenta Sukarno. W 1957 roku, zarząd ugrupowania odniósł się pozytywnie do pomysłu wprowadzenia demokracji sterowanej w kraju. W ten sposób, Murba pozostała jedną z dziesięciu legalnie funkcjonujących partii na indonezyjskiej scenie politycznej.
W tym okresie jeden z założycieli partii - Adam Malik, został mianowany ambasadorem Republiki Indonezji w Związku Radzieckim oraz Polsce.

## Stosunki z Komunistyczną Partią Indonezji
Ugrupowanie postrzegało Komunistyczną Partię Indonezji (PKI) jako jednego z głównych przeciwników politycznych na lewej stronie indonezyjskiej sceny politycznej. Według Hardola Croucha, szerokie poparcie dla polityki Sukarno wiązało się z nadziejami liderów Murby na zmarginalizowanie wpływów PKI.
Na gruncie ideologicznym, istotnym punktem zapalnym było poparcie jakiego Murba udzieliła Moskwie po rozłamie radziecko-chińskim. Komunistyczna Partia Indonezji popierała stanowisko chińskie. Politycy Murby prowadzili rozmowy z KPZR dotyczące zastąpienia przedstawicieli PKI w pro-radzieckich międzynarodowych strukturach komunistycznych. Istotną rolę w negocjacjach odegrał Adam Malik pełniący w tym czasie funkcję ambasadora w Moskwie.
Przedstawiciele PKI oskarżali ugrupowanie o tendencje imperialistyczne oraz popieranie koncepcji trockistowskich. Domagano się również, usunięcia wszelkich polityków Murby z rządu oraz zakazu publikacji gazet powiązanych z partią.

## „Nowy Ład”
Po sfingowanym zamachu stanu w 1965 roku (którego według oficjalnej linii propagandowej mieli dokonać członkowie Komunistycznej Partii Indonezji) dyktatorską władzę w kraju przejął gen. Suharto. PKI została zdelegalizowana, zaś większość jej członków została zamordowana bezpośrednio bądź pośrednio przez reżim podczas czystek antykomunistycznych w latach 1965–1966. Przez początkowy okres „Nowego Porządku” (tak nazywano okres sprawowania władzy przez Suharto do 1998 roku) partia kontynuowała swoją działalność. Ugrupowanie współpracowało z nową władzą o czym może świadczyć fakt, iż w 1966 roku Adam Malik został wybrany przez Suharto na stanowisko ministra spraw zagranicznych.
W zmanipulowanych wyborach z 1971 roku Murba zdobyła 48 126 głosów (około 0,1% w skali kraju), nie zdobywając ani jednego miejsca w zdominowanym przez Golkar parlamencie.

## Zakończenie działalności
W latach siedemdziesiątych administracja Suharto w celu ułatwienia kontroli nad wszelkimi partiami opozycyjnymi, wprowadziła dla nich obowiązek zrzeszenia się w ramach jednej z dwóch koalicji politycznych (o profilu religijnym oraz sekularnym). W marcu 1970 roku Murba wraz z Indonezyjską Partią Narodową, Ligą Zwolenników Niepodległości Indonezji, Partią Katolicką oraz Indonezyjską Partią Chrześcijańską weszły w skład Demokratycznej Grupy Rozwoju (Kelompok Persatuan Pembangunan). W 1973 roku ugrupowania koalicyjne zostały przekształcone w partie polityczne. 10 stycznia 1973 roku, członkowie Demokratycznej Grupy Rozwoju utworzyli Indonezyjską Partię Demokratyczną, będącą obok Zjednoczonej Partii na rzecz Rozwoju jednym z dwóch ugrupowań satelickich w stosunku do Golkar.